# 와사비 (음식점)
와사비(Wasabi)는 영국을 거점으로 런던과 뉴욕에서 초밥과 도시락 중심의 일본 요리를 취급하는 패스트 푸드 체인점이다. 또한 와사비는 2003년에 대한민국의 사업가 김동현이 설립하였다.